# YanukovychLeaks
YanukovychLeaks, також Янукович-лікс — український інтернет-проєкт, започаткований наприкінці лютого 2014 року групою українських журналістів-розслідувачів. Проєкт присвячений вивченню та публікації документів, що були покинуті у резиденції «Межигір'я» після втечі з України президента Віктора Януковича під час Революції гідності.

## Історія
Протягом 18-20 лютого у центрі Києва відбуваються спроби силового придушення Євромайдану. Жертвами дій у ті дні спецпідрозділів МВС стали 78 осіб. З 19 лютого з резиденції «Межигір'я» президента Віктора Януковича починають вивозитися цінності, а сам президент полишив резиденцію у ніч з 21 на 22 лютого, втікши до Росії.
Уранці 22 лютого Межигір'я стало відкритим для людей. Того ж дня досліджуючи територію резиденції, відвідувачі у Київському водосховищі виявили документи, що просто плавали на поверхні водойми; надвечір водолази виловили з водойми 174 теки з документами, які намагалися приховати Віктор Янукович та його оточення, та інші предмети, інші документи були знайдені у приміщеннях резиденції, велику їх частина була порізана шредером. Промоклі папери активісти розміщують в елінгу на березі водосховища.
Вранці 23 лютого журналісти разом з документами перебираються до гостьового будинку резиденції. На попередньому етапі роботи журналісти мали висушити понад 25 000 аркушів, відсканувати чи сфотографувати їх для подальшої роботи з ними. Задля прискорення відновлення документів журналісти залучають волонтерів для допомоги. Робота тривала цілодобово протягом 8 діб. Генеральна прокуратура дозволила журналістам опрацювати документи перед передачею їх до правоохоронних органів.
Сайт був запущений 25 лютого. Після дискусій всередині команди розслідувачів щодо майбутнього копій документів було вирішено завантажити їх в загальний доступ онлайн. Після опрацювання масиву даних документи були передані до Генеральної прокуратури України для офіційних розслідувань щодо діяльності «сім'ї» Януковича. Скани документів зберігаються в депозитарії OCCRP.

## Учасники проєкту
До роботи над проєктом були залучені десятки волонтерів та журналістів — представників різних засобів масової інформації. До робочої групи увійшли: Анна Бабінець та Дмитро Гнап (обидва Слідство.Інфо та Громадське телебачення), Катерина Каплюк (Слідство. Інфо), Роман Вітонів (Громадське телебачення), Влад Лавров (Kyiv Post та OCCRP), Катерина Горчинська (Kyiv Post та Wall Street Journal), Наталія Седлецька (Радіо «Свобода»), Олександр Акименко (Платформа), Олег Хоменок (SCOOP), Марія Землянська, Максим Опанасенко, Ольга Бондаренко (усі Свідомо), Олеся Іванова (Наші гроші), Тетяна Пеклун (Чесно), Денис Бігус (Zik), Геннадій Боряк (Інститут історії України НАН України), Володимир В'ятрович (НаУКМА та Громадський сектор Євромайдану), Андрій Когут (Центр досліджень визвольного руху та Громадський сектор Євромайдану) та волонтери від Громадського сектору Євромайдану, Центру досліджень визвольного руху, Національної бібліотеки України імені В. Вернадського, партії «Демократичний альянс», руху Чесно.

## Вплив
Відповідно до щорічного звіту OCCRP за 2015 рік, оприлюднені YanukovychLeaks факти сприяли оголошенню у розшук Інтерполу Віктора Януковича, колишніх прем'єр-міністра Миколу Азарова та міністра фінансів Юрія Колобова, що також втекли з України.

## Відзнаки
У травні 2014 року проєкт «YanukovychLeaks» отримав приз Репортерів без кордонів за версіями і журі, і інтернет-користувачів у конкурсі інтернет-активізму The BOBs від Deutsche Welle.
2015 команда YanukovychLeaks отримала відзнаку «Global Shining Light Award» від Міжнародної мережі журналістів-розслідувачів.